# Pieter Ouwens
Pieter Anthonie Ouwens né le 14 février 1849 à Amsterdam, aux Pays-Bas, et mort le 5 mars 1922 à Buitenzorg, aux Indes orientales néerlandaises, est un scientifique néerlandais. Il était le directeur du musée zoologique de Java. Il est principalement connu pour sa première description formel du Dragon de Komodo (Varanus Komodoensis) en 1912.

## Famille
Ouwens était le fils de Pieter Anthonis Ouwens, un comptable d'Amsterdam, et de Caroline Reiniera Nagels. Il a étudié à l'Académie militaire de Bréda depuis 1867. En 1871, il est devenu lieutenant dans l'Infanterie des Indes orientales néerlandaises. En 1883 il est promu capitaine. En Janvier 1879 il s'est marié avec Johanna Vosmaer à Banda Aceh. Ils divorcent un mois après la naissance de leurs seul enfant en 1882 à Salatiga. Ouwens s'est ensuite marié avec Jeanne Dikkers en décembre 1883 à Purworejo,. Il s'est encore une fois marié en 1902 avec Anna Josephina Soesman.

## Dragon de Komodo
Ouwens est devenu le conservateur du musée zoologique de Buitenzorg (aujourd'hui appelé Bogor). Lieutenant Jacques Karel Henri van Steyn van Hensbroek était le premier occidentale à découvrir le Dragon de Komodo. Hensbroek a envoyé une photo de la peau du Dragon de Komodo à Peter Ouwens. Ouwens à nommé l'espèce Varanus Komodoensis dans une publication de 1912. Ouwens est devenu officier de l'ordre d'Orange-Nassau et meurt a Buitenzorg en 1922.